# Kawa (komedia)
Kawa – komedia Adama Kazimierza Czartoryskiego, składająca się z jednego aktu, opublikowana w 1779 roku. Została wystawiona na scenie w Wiśniowcu (Ukraina) 8 lat później, w 1787. Do utworu dołączono zbiór trzech wypowiedzi krytycznoliterackich: Józefa Szymanowskiego, Michała Jerzego Mniszcha oraz Czartoryskiego, pod wspólnym tytułem Listy krytyczne o różnych literatury rodzajach i dziełach.
Sztuka pozbawiona jest intrygi, w swojej budowie nawiązuje do Krytyki szkoły żon Moliera oraz Autora komedii Franciszka Bohomolca. Stanowi rozprawę z ówczesnym światem salonowym, a przede wszystkim z modnymi damami, które pogardzają językiem polskim i obyczajami. Tytuł utworu nawiązuje do popularności kawy, będącej wówczas synonimem spotkania salonowego, rozmowy i zabawy.
Utwór ten zaliczano do trzeciego typu komedii oświeceniowej, tzw. "komedii dyskusyjnej" (wyróżnionej obok "komedii charakteru" i "komedii intrygi"). Wzorcem takiej komedii miała być Krytyka szkoły żon Moliera.